# Wang Huning

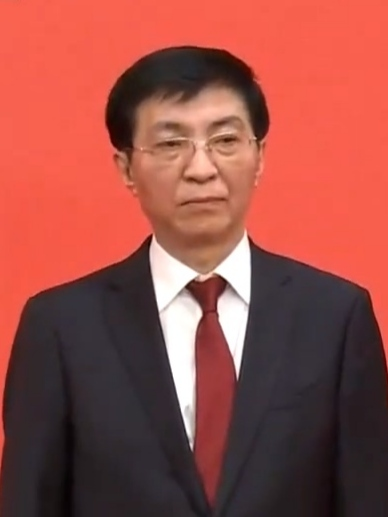
Wang Huning, 2022

Wang Huning (chinesisch 王滬寧 / 王沪宁, Pinyin Wáng Hùníng; * 6. Oktober 1955 in Shanghai, China) ist ein Politiker in der Volksrepublik China und seit November 2012 Mitglied des Politbüros der Kommunistischen Partei Chinas.
Wang studierte von 1972 bis 1977 Französisch an der Pädagogischen Universität Ostchina. Von 1978 bis 1981 studierte er internationale Politik an der Fudan-Universität und erlangte den akademischen Grad Master of Law. An der Fudan-Universität schrieb er eine Dissertation mit dem Titel Von Bodin bis Maritain: Über Souveränitätstheorien der westlichen Bourgeoisie. Im Anschluss war er als Lehrender an dieser Universität tätig, zuletzt von 1994 und 1995 als Dekan der rechtswissenschaftlichen Fakultät. Während dieser Zeit als Universitätslehrer war er zwischen 1988 und 1989 Gastprofessor an der University of Iowa und der University of California, Berkeley. 1992 verarbeitete er seine Erfahrungen in den USA in dem Buch Amerika gegen Amerika, in dem er prophezeite, das US-amerikanische System werde am Ende implodieren, da die von ihm verfochtenen Werte Individualismus, Gleichheit und Freiheit in ihrem Kern nicht miteinander vereinbar seien. Bis 1995 schrieb er zwölf Bücher und etwa fünfzig Aufsätze. Zusammen mit anderen übersetzte er Raymond Arons Hauptströmungen des soziologischen Denkens ins Chinesische.
Im April 1984 trat er der Kommunistischen Partei Chinas bei.
1995 wechselte er nach Peking zum Büro für Politische Forschungen des Zentralkomitees der KPCh, dessen Direktor er von 2002 bis 2020 war. In dieser Funktion war er ein führender politischer Berater und Redenschreiber der KP-Generalsekretäre Jiang Zemin und Hu Jintao. Er wirkte am Entwurf der politischen Leitlinien des dreifachen Vertretens Jiangs und der wissenschaftlichen Theorie der Entwicklung Hus wesentlich mit. Wang gilt als neoautoriär, da er für eine stärkere Machtkonzentration auf der Zentralebene plädiert. In der Außenpolitik vertritt er die Ansicht, dass China aggressiver auftreten soll.
Seit 2002 war er Mitglied des Zentralkomitees und ab 2007 bis 2012 des Sekretariats des ZK. Im November 2012 wurde Wang auf dem 18. Parteitag zum Mitglied des Politbüros der KPCh gewählt. Im Oktober 2017 wurde er Mitglied des Ständigen Ausschusses des Politbüros und im Oktober 2022 wiedergewählt.